# Ceinture verte de Bruxelles
Pour les articles homonymes, voir Ceinture verte.
La Ceinture verte de Bruxelles (en néerlandais : Groene Gordel) est la zone rurale autour de la Région de Bruxelles-Capitale et se compose de l'arrondissement de Hal-Vilvorde et de la partie ouest de l'arrondissement de Louvain. Cette région est divisée en quatre régions plus petites: 
- le Pajottenland à l'ouest
- la vallée de la Senne au sud
- les Coutres brabançonnes (nl) au nord
- le pays de la Dyle à l'est

Le Pajottenland comprend les communes entre Asse et Hal, les Coutres brabançonnes comprennent les communes entre Opwijk et Zemst et le pays de la Dyle se situe entre Huldenberg et Boortmeerbeek. Les villes importantes dans ce domaine sont: Hal (Pajottenland), Vilvorde (Coutres brabançonnes) et Louvain (Pays de la Dyle).
Certaines définitions sont plus restrictives sur le nombre de communes incluses dans cette région et n'y incluent que les communes de la périphérie  bruxelloise directe. De plus, certains y incluent des communes wallonnes comme La Hulpe, Rixensart ou Waterloo.

## Dimension politique
La création d'une région pour unir ces quatre sous-régions a une dimension politique. Un des buts de cette création est de limiter l'expansion naturelle de Bruxelles et de sa fameuse[Selon qui ?] tache d'huile francophone. La disparition de ces sous-régions pour une seule grand région autour de Bruxelles ne s'est pas fait sans plainte des habitants de celles-ci voulant garder leur spécificités.
Ce caractère politique est célébré chaque année par une course politico-cycliste : le gordel.